# Andesobius barilochensis
Andesobius barilochensis is een steenvlieg uit de familie Austroperlidae. De wetenschappelijke naam van de soort is voor het eerst geldig gepubliceerd in 1960 door Illies.